# Adolf Exner
Adolf Exner (5. února 1841 Praha – 10. září 1894 Kufstein) byl rakouský právník a profesor práv.

## Život
Byl nejstarší syn Franze Serafina Exnera a Charlotte Dusensy. Měl tři bratry jménem Karl Exner, Sigmund Exner a Franz Serafin Exner a sestru Marii von Frisch. Po absolvování střední školy v Theresianum ve Vídni vystudoval práva ve Vídni a absolvoval další studijní stipendium (1863–64) v Lipsku, Heidelbergu a Berlíně. Po návratu do Vídně se v roce 1866 habilitoval z římského práva a v roce 1868 byl ve svých 27 letech jmenován řádným profesorem na univerzitě v Curychu. Během pobytu v Curychu (1869) se se sestrou Marií Frisch spřátelili s básníkem Gottfriedem Kellerem, který ho navštěvoval v Solné komoře a ve Vídni, a s archeologem Otto Benndorfem. V letech 1871 a 1872 byl pozván do Innsbrucku, Würzburgu a Kielu, které odmítl ve prospěch pozvání do Vídně v roce 1872 jako nástupce Rudolfa von Ihering. V roce 1878 se oženil s bankéřovou dcerou Constanze Grohmannovou (1858–1922), se kterou měl tři děti: Noru, Franze Exnera a Gertrudu Exnerovou. V roce 1891/92 byl rektorem univerzity. Byl učitelem na dvoře korunního prince a doživotním členem panské sněmovny (1892) a císařského dvora (1894). Kromě ročních pobytů v Itálii procestoval Anglii, Francii, Holandsko, Řecko, Malou Asii a Egypt.

## Dílo
- Die Lehre vom Rechtserwerb durch Tradition nach österreichischem und gemeinem Recht. Manz, Wien 1867.
- Kritik des Pfandrechtsbegriffes nach römischem Recht. Breitkopf & Härtel, Leipzig 1873.
- Das österreichische Hypothekenrecht, 2 Bände, 1876/81
- Der Begriff der Höheren Gewalt (vis major) im römischen und heutigen Verkehrsrecht, Wien: Hölder 1883
- Über politische Bildung (Rektoratsrede), 1891